# Futurology
Futurology es el duodécimo álbum de estudio de la banda de rock galesa Manic Street Preachers, publicado el 7 de julio de 2014. El disco fue alabado por la crítica y logró ubicarse en la segunda posición en la lista de éxitos británica UK Albums Chart.

## Lista de canciones
| N.º | Título                                               | Duración |  |
| 1.  | «Futurology»                                         | 3:05     |  |
| 2.  | «Walk Me to the Bridge»                              | 3:14     |  |
| 3.  | «Let's Go to War»                                    | 2:58     |  |
| 4.  | «The Next Jet to Leave Moscow» (con Cian Ciaran)     | 3:23     |  |
| 5.  | «Europa Geht Durch Mich» (con Nina Hoss)             | 3:24     |  |
| 6.  | «Divine Youth» (con Georgia Ruth)                    | 3:22     |  |
| 7.  | «Sex, Power, Love and Money»                         | 3:13     |  |
| 8.  | «Dreaming a City (Hughesovka)»                       | 4:39     |  |
| 9.  | «Black Square»                                       | 4:07     |  |
| 10. | «Between the Clock and the Bed» (con Green Gartside) | 3:35     |  |
| 11. | «Misguided Missile»                                  | 4:19     |  |
| 12. | «The View from Stow Hill»                            | 4:08     |  |
| 13. | «Mayakovsky»                                         | 3:38     |  |

## Créditos
- James Dean Bradfield – voz, guitarras
- Sean Moore – batería
- Nicky Wire – bajo